# مارینا (نام کوچک)
مارینا نام یک انسان مؤنث است.

## هنر
- مارینا (خواننده) (زادهٔ ۱۹۸۹) خواننده اهل لهستان
- مارینا کای (زادهٔ ۱۹۹۸) خواننده اهل فرانسه
- مارینا آبراموویچ (زادهٔ ۱۹۴۶) هنرمند اجرامحور نمایش اهل صربستان
- مارینا برتی (۱۹۲۴ – ۲۰۰۲) بازیگر اهل ایتالیا
- مارینا د تاویرا (زادهٔ ۱۹۷۴) بازیگر اهل مکزیک
- مارینا دیاماندیس (زادهٔ ۱۹۸۵) شناخته‌شده به‌عنوان «مارینا» و سابقاً «مارینا اند د دایمندز» خواننده و ترانه‌سرای یونانی‌تبار اهل ولز
- مارینا جوردانو (زادهٔ ۱۹۵۵) بازیگر اهل ایتالیا
- مارینا گلبهاری (زادهٔ ۱۹۸۹) بازیگر اهل افغانستان
- مارینا اینواوئه (زادهٔ ۱۹۸۵) خواننده و صداپیشه اهل ژاپن
- مارینا لوئیکا (زادهٔ ۱۹۴۶) رمان‌نویس اوکراینی‌تبار اهل بریتانیا
- مارینا پیرو (زادهٔ ۱۹۶۰) بازیگر اهل ایتالیا
- ماریا ریپا دی مئانا (۱۹۴۱ – ۲۰۱۸) نویسنده، هنرپیشه، کارگردان، طراح مد و شخصیت تلویزیونی اهل ایتالیا
- ماریا سمیونووا (۱۹۰۸ – ۲۰۱۰) رقصنده باله اهل اتحاد جماهیر شوروی سوسیالیستی
- مارینا سرتیس (زادهٔ ۱۹۵۵) بازیگر بریتانیایی‌تبار اهل ایالات متحده آمریکا
- مارینا سوما (زادهٔ ۱۹۵۹) بازیگر اهل ایتالیا
- مارینا تسوتایوا (۱۸۹۲ - ۱۹۴۱) شاعر و نویسنده اهل روسیه، اغلب با نام کوچک خطاب می‌شد
- مارینا ولادی (زادهٔ ۱۹۳۸) بازیگر اهل فرانسه

## سیاست‌مداران و روزنامه‌نگاری
- شاهدخت مارینای یونان و دانمارک (۱۹۰۶ – ۱۹۶۸) عضو خانواده سلطنتی بریتانیا، سابقاً شاهدخت اهل یونان
- مارینا کایوراند (زادهٔ ۱۹۶۲) دیپلمات اهل استونی
- مارینا سیلوا (زادهٔ ۱۹۵۸) سیاستمدار و فعال محیط زیست اهل برزیل

## ورزش‌ها
- مارینا آکولوفا (زادهٔ ۱۹۸۵) بازیکن والیبال اهل روسیه
- مارینا اراکوویچ (زادهٔ ۱۹۸۸) تنیس‌باز اهل نیوزیلند
- مارینا کیل (زادهٔ ۱۹۶۵) اسکی‌باز و دارنده مدال طلای المپیک اهل آلمان
- مارینا کلیمووا (زادهٔ ۱۹۶۶) اسکیت‌باز نمایشی اهل روسیه
- مارینا راجیچیچ (زادهٔ ۱۹۹۳) بازیکن هندبال اهل مونته‌نگرو
- مارینا ششنینا (زادهٔ ۱۹۸۵) بازیکن والیبال اهل روسیه

## دیگران
- مارینا راسکووا (۱۹۱۲ – ۱۹۴۳) ناوبر اهل روسیه